# Fiat 2300
La Fiat 2300 est une automobile constituant le haut de gamme du constructeur italien Fiat entre 1961 et 1968.

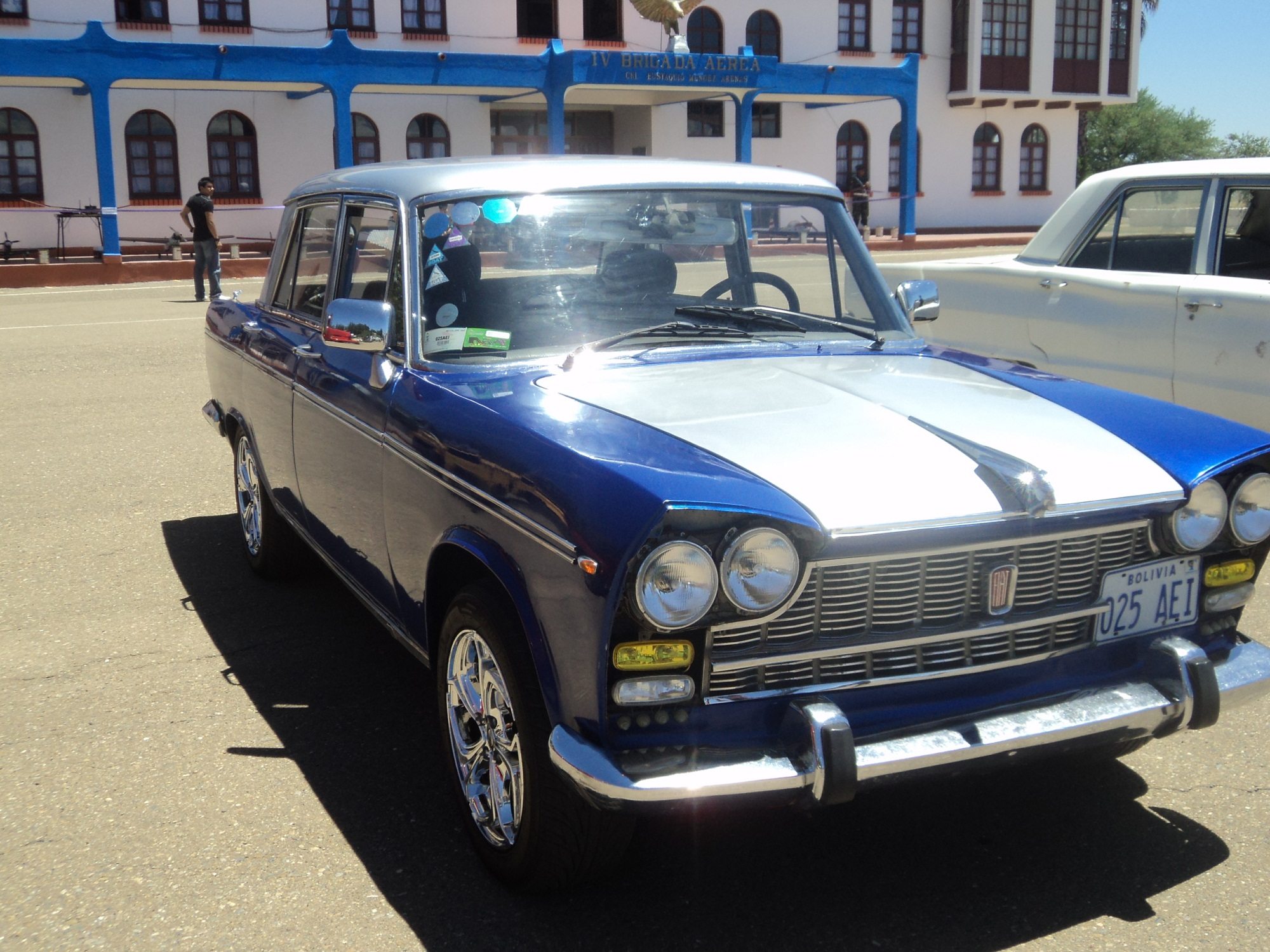
Fiat 2300 Berline
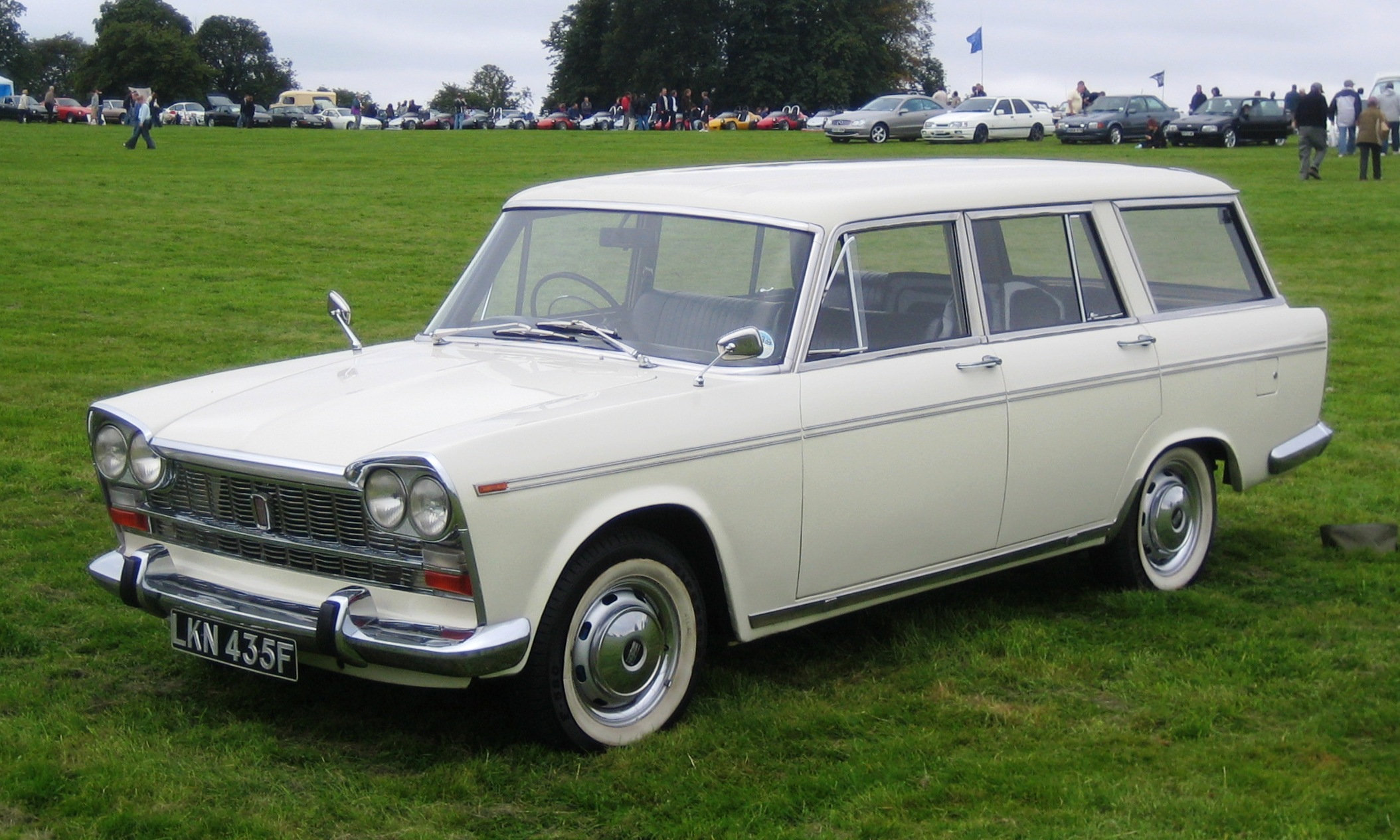
Fiat 2300 Familiare

Grande berline reprenant la carrosserie des Fiat 1800/2100, elle bénéficiait d'un traitement particulier des finitions intérieures et extérieures. Elle se distinguait notamment par des doubles phares à l'avant. Voiture d'apparat réservée aux chefs d'État et aux dirigeants administratifs et politiques, elle était équipée d'un moteur de 2 279 cm3 développant 105 ch DIN, au demeurant très silencieux au ralenti (malgré l'utilisation d'une chaîne de distribution). Le levier de vitesses est sur la colonne de direction. Un tirant situé au tableau de bord permet d'ajuster l'enfoncement de la pédale d'accélérateur, une particularité utile sur autoroute.
Une très élégante version Coupé Fiat 2300 S proposant quatre vraies places, a également été commercialisée, dessinée par les designers Virgil Exner et Sergio Sartorelli de la Carrozzeria Ghia, elle développe, avec ses deux carburateurs Weber double corps, 150 Ch SAE (136 Ch DIN). Le moteur est passé entre les mains d'Abarth après avoir été conçu par Aurelio Lampredi.

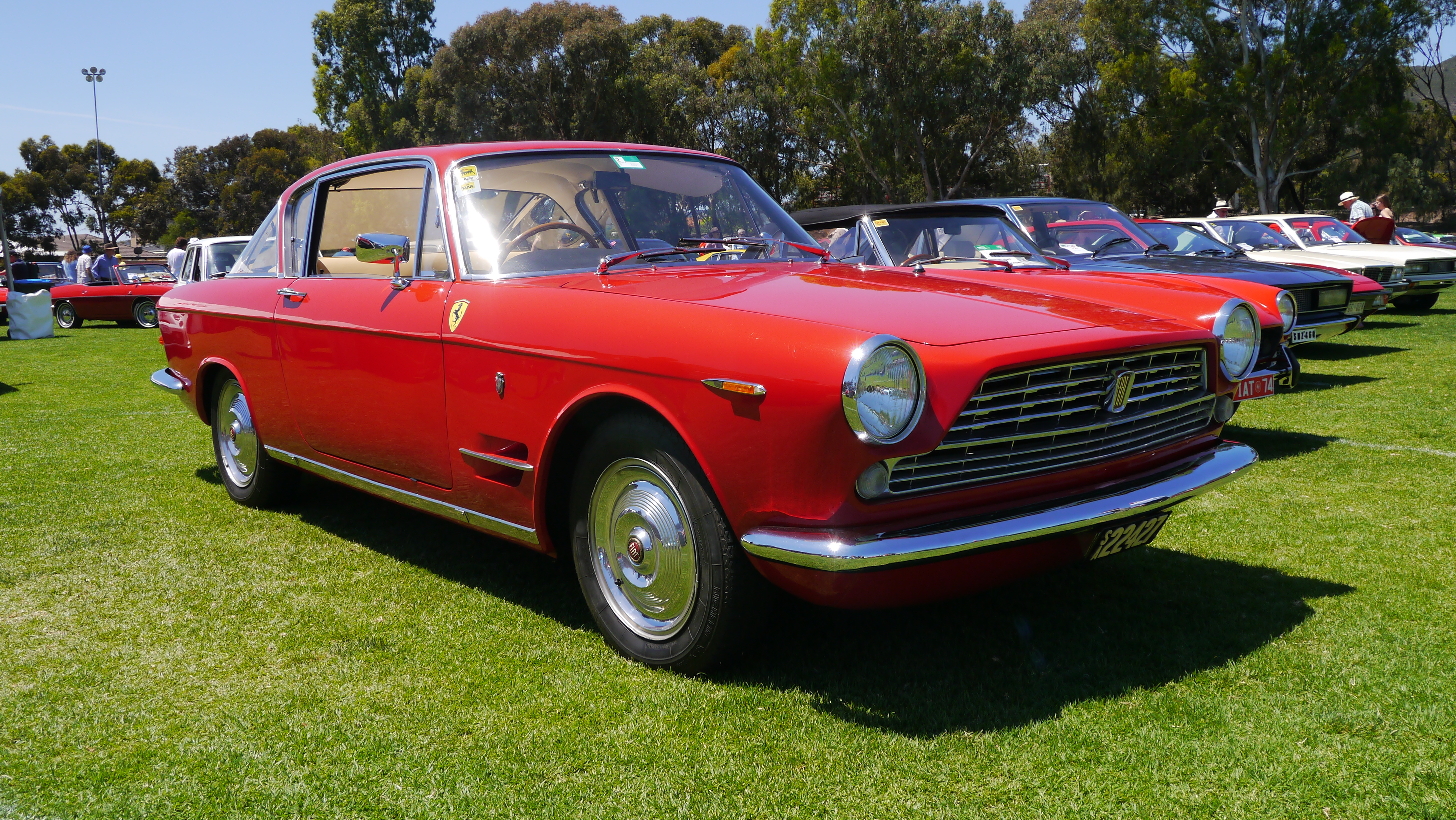
Fiat 2300S Coupé
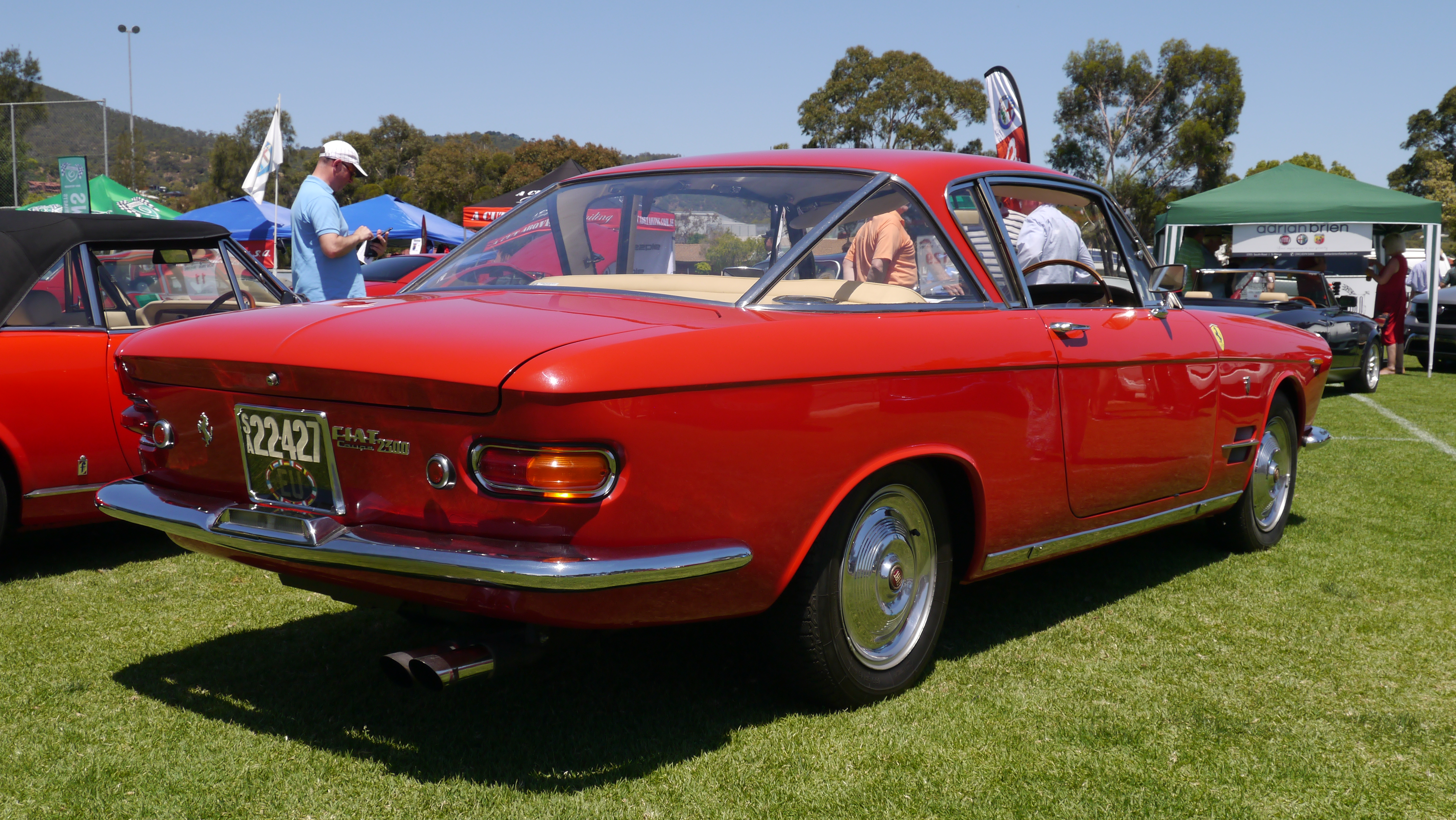

Les Fiat 2300 berline et 2300 S Coupé ont été remplacées, en 1969, par les plus modernes et plus luxueuses Fiat 130 berline et Coupé.

## Cinéma
- Une Fiat 2300 berline noire fait plusieurs apparitions dans le film Seule contre la mafia (1970).
- Un modèle « President » du la Carrozzeria Francis Lombardi (limousine hors-série avec augmentation de l'empattement et de longueur du modèle de base, et deux places supplémentaires repliables) fait une courte apparition avant la scène finale du film Enquête sur un citoyen au-dessus de tout soupçon (1970), où elle transporte plusieurs dirigeants.
- Une Fiat 2300 berline bleue est conduite par Margaret Lee dans le film Le Soleil des voyous (1967).
- Une Fiat 2300 corbillard est conduite par Pierre Richard dans La Moutarde me monte au nez (1974).